# ويليام كويلو
ويليام كويلو (بالفرنسية: Guillaume Coelho)‏ هو لاعب كرة قدم فرنسي، ولد في 19 مارس 1986 في لو بوي أون فيلاي في فرنسا. لعب مع نادي أورليانز ونادي إيفيان ونادي شاتورو.

## وصلات خارجية
- ويليام كويلو على موقع قاعدة بيانات كرة القدم.إي يو (الإنجليزية)
- ويليام كويلو على موقع Soccerway.com (الإنجليزية)